# Liste von FM4-Sendungen
Dies ist eine Liste von Sendungen des österreichischen Hörfunksenders FM4.

## News
Nachrichten mit kurzer Wettervorhersage für Österreich am Ende. Keine Verkehrsmeldungen. Von einem Nachrichtensprecher vorgelesen.
- auf Englisch: täglich von 6 bis 19 Uhr zu jeder vollen Stunde. Ca. 3 Minuten. Vorher liest ein Sendungsmoderator 2 Schlagzeilen vor.
- auf Deutsch, kurz: Montag bis Freitag zwischen 6 und 10 Uhr zur halben Stunde außer an Feiertagen. Ca. 2 Minuten.

(Stand: November 2022)

## Sendungen
Hinweise: 
- Auf der FM4-Website beginnt ein neuer Tag erst um 5 oder 6 Uhr (Stand: November 2022), daher wird dort für Sendungen, die zwischen Mitternacht und dieser Zeit beginnen, der vorherige Wochentag (im Vergleich zu hier) angegeben.
- In den Ferien werden manche Sendungen durch andere ersetzt. Die Ferien sind:
  - Sommerferien: Juli, August
  - Weihnachtsferien: zwischen Weihnachten und 6. Jänner
  - Osterferien: die Woche vor Ostern

| Name der Sendung                        | Ausstrahlung                                                                                      | Information zur Sendung |
| --------------------------------------- | ------------------------------------------------------------------------------------------------- | --- |
| Auf Laut                                | Mittwoch, 19:00–20:00 Uhr (Pause im Sommer). (Stand: Jänner 2025)                                 | Der „Live-Talk mit Anspruch“ wird seit dem 23. September 2014 ausgestrahlt und löste inhaltlich das FM4 Jugendzimmer ab. Gäste, Moderator, Anrufer und Experten reden über ein Thema, unterbrochen von Musik. Sprache: Deutsch. |
| Best HipHop                             | Freitag 04:00–05:00 Uhr.                                                                          | Musik: Hip-Hop. Unmoderiert. (Stand: März 2024) |
| Best Indie                              | Freitag 03:00–04:00 Uhr.                                                                          | Musik: Alt-Pop, Indie-Rock. Unmoderiert. (Stand: März 2024) |
| Brand New                               | Donnerstag 03:00–04:00 Uhr.                                                                       | Neue Musik. Unmoderiert. (Stand: Februar 2024) |
| Charts                                  | Samstag, 17:00–19:00 Uhr                                                                          | Die 25 Musiktitel der wöchentlichen FM4 Charts werden gespielt, von Platz 25 bis Platz 1, sowie vier Neuvorstellungen. Sprache: Deutsch. (Stand: Februar 2022) |
| Charts                                  | Dienstag, 03:00–04:00 Uhr                                                                         | Musik aus den aktuellen FM4 Charts. Unmoderiert. (Stand: Februar 2024) |
| Dalia’s Late Night Lemonade             | Samstag 21:00–22:00 Uhr.                                                                          | Musiksendung mit Dalia Ahmed. Musik: Clubtracks aus aller Welt. Erste Ausgabe: 2018. Sprache: Deutsch. (Stand: Februar 2024) |
| Dance                                   | Montag bis Donnerstag 19:00–21:00 Uhr in den Sommerferien. (Stand: August 2024)                   | Mixes von verschiedenen DJs. Sprache: Deutsch. |
| Davidecks                               | Samstag 19:00–21:00 Uhr.                                                                          | DJ-Mix-Sendung mit Kristian Davidek. Musik: Pop, Dance, Avantgarde. In der Rubrik Birthday Minimix macht Davidek einen Mix gemäß den Wünschen eines Hörers. Seit 2007. Sprache: Deutsch. (Stand: April 2023) |
| Der Protestsongcontest live             | 12. Februar, 19:00–23:00 Uhr                                                                      | Live-Übertragung des Protestsongcontests. Auch als Videostream auf der FM4-Website verfügbar. In der Stunde davor Interviews mit den Juroren und dem Moderator des Protestsongcontests, unterbrochen von alten Protestsongcontest-Liedern und anderen Protestliedern. Sprache: Deutsch. (Stand: Februar 2023) |
| Digital Konfusion Mixshow               | Sonntag 00:00–03:00 Uhr                                                                           | Mit DJ Joe-Joe. DJ-Mixe von ihm und Gast-DJs. Musik: Hip-Hop, House, Electro, Drum’n’Bass, Breaks, Reggae/Dancehall, Techno. Sprache: Englisch. (Stand: März 2022) |
| Europe’s Biggest Dance Show             | einmal im Jahr an einem Freitagabend im September oder Oktober                                    | Dance-Sendung, gesendet von BBC Radio 1, FM4, 1 Live, Fritz und anderen Radiosendern aus Europa. Jeder dieser Sender gestaltet eine halbe Stunde. Sprache: Englisch. (Stand: September 2023) |
| Festivalradio                           | Samstag 13:00–17:00 Uhr im Sommer                                                                 | Beiträge über Musikfestivals und andere Festivals im In- und Ausland. Musik. Sprache: Deutsch. (Stand: Juli 2023) |
| Field Recordings                        | An manchen Feiertagen 13:00–15:00 Uhr                                                             | Elisabeth Scharang spricht mit Menschen an deren Arbeitsplatz über deren Arbeit, unterbrochen von Musik. Sprache: Deutsch. Auch als Podcast verfügbar (Interview Podcast). Erste Ausgabe: 1. November 2022. (Stand: Dezember 2024) |
| Film Podcast                            | Dienstag 00:00–01:00 Uhr.                                                                         | Christian Fuchs, Pia Reiser, Philipp Emberger und Jan Hestmann unterhalten sich über Filme, manchmal mit Gästen. Sprache: Deutsch. Auch als Podcast verfügbar. (Stand: Juli 2023) |
| Fivas Ponyhof                           | Sonntag 17:00–19:00 Uhr (Pause im Juni/Juli)                                                      | Musiksendung mit Fiva. Musik: Soul, Rap, Indie, Electro, Spoken Word, Dance, Chanson, Funk, R’n’B. Rubrik Frag den Trishes mit Trishes. Sprache: Deutsch. Im Juni/Juli gibt es stattdessen die Sendung Sommer am Ponyhof. (Stand: Mai 2022) |
| FM4 Rocks                               | Dienstag 04:00–05:00 Uhr.                                                                         | Musik: Alternative Rock, Metal. Unmoderiert. (Stand: April 2024) |
| Frag die Science Busters                | Montag 13:00–14:00 Uhr (einmal im Monat, nicht in den Sommerferien)                               | Die Science Busters beantworten aus der Sicht der Wissenschaft und mit Humor Hörerfragen über die Klimakrise und anderes (z. B. früher über die Corona-Pandemie), unterbrochen von Musik. Auch als Podcast verfügbar. Sprache: Deutsch. Erste Ausgabe: spätestens März 2020. (Stand: November 2023) |
| Game Podcast                            | Donnerstag 00:00–01:00 Uhr (Stand: Jänner 2025)                                                   | Zwei FM4-Spieleredakteure (meist Rainer Sigl und Robert Glashüttner) reden über aktuelle Videospiele und aktuelle Trends in der Videospielbranche. Wiederholung von Beiträgen über Videospiele. Musik. Im Sommer stellen sie ihre Lieblingsspiele vor. Auch als Podcast verfügbar. Sprache: Deutsch. Erste Ausgabe: 13. Jänner 2022. |
| Generation Sound – der FM4 Musikpodcast | Montag 19:00–20:00 Uhr, Mittwoch 00:00–01:00 Uhr (Wiederholung)                                   | Christoph Sepin redet mit Menschen (z. B. FM4-Kollegen, Musiker) über Musik (z. B. über neue Alben), unterbrochen von Musik. Auch als Podcast verfügbar. Sprache: Deutsch. Erste Ausgabe: September 2022. (Stand: Dezember 2024) |
| Graue Lagune                            | Sonntag 23:00–24:00 Uhr                                                                           | Popmusiksendung mit Fritz Ostermayer. Oft mehrere Musikstücke von ein bis drei Musikacts. Sprache: Deutsch. (Stand: April 2022) |
| Hallo FM4                               | Sonntag 13:00–16:00 Uhr                                                                           | Hörer und FM4-Mitarbeiter geben Empfehlungen (z. B. Lieder, Filme, Serien, Spiele, Bücher) zu einem vorgegebenen Thema. Musik zum Thema (teils von Hörern empfohlene). Zwei Moderatoren. Sprache: Deutsch. (Stand: Juli 2023) |
| Happy Hour                              | Dienstag 19:00–20:00 Uhr (außer in den Ferien und an Feiertagen). (Stand: Jänner 2025)            | Comedy mit verschiedenen Menschen aus Österreich (eher Nachwuchs). Musik. Moderiert von Eva Deutsch. Sprache: Deutsch (manchmal Englisch). Abwechselnd verschiedene Formate, z. B.: - Stand-up-Bühne: zwei Comedians treten bei FM4 vor kleinem Publikum auf (manchmal auf Englisch) - „Mörder Scheiben“ mit David Scheid - Hund, Hamster, Hossa: Die Tiershow mit Dr. Tereza Hossa - Frag den Star! Erste Ausgabe: 5. Oktober 2022. |
| Heartbeat                               | Montag 22:00–24:00 Uhr.                                                                           | Musiksendung, abwechselnd mit Eva Umbauer und Robert Rotifer. Musik: Gitarrenpop, Alternative, Indie, Underground, Britpop, Singer-Songwriter. Sprache: Deutsch. Seit 16. Jänner 1995. (Stand: September 2021) |
| Homebase                                | Montag bis Mittwoch 20:00–22:00 Uhr (außer in den Ferien und an Feiertagen). (Stand: Jänner 2025) | Popkulturmagazin mit Musik und Beiträgen (z. B. über Musik, Filme, Bücher, Spiele). Mittwochs gibt es die Rubrik Mit Akzent, die auch als Podcast und als Website-Artikel verfügbar ist, wo Todor Ovtcharov etwas erzählt, z. B. aus seinem Leben, von seinen Bekannten oder über seine Heimat Bulgarien. Selten enthält eine Stunde die FM4 Bücherei, wo ein Autor von Zita Bereuter interviewt wird und drei Bücher anderer Autoren empfiehlt, unterbrochen von Musik. Sprache: Deutsch. Erste Ausgabe: 16. Jänner 1995 (FM4 startete mit dieser Sendung). |
| Hot                                     | Montag bis Freitag 13:00–14:00 Uhr                                                                | Musik und Beiträge (z. B. über Musik). Sprache: Deutsch/Englisch. (Stand: August 2023) |
| House of Pain                           | Mittwoch 22:00–24:00 Uhr.                                                                         | Musiksendung mit Stamm-Moderator Christian Fuchs sowie Paul Kraker, Medina Rekic, David Pfister und anderen. Musik: Metal, Hard Rock, Psychedelic Rock, Stoner Rock, Punk (im Sendungsteil Basement Show), Wave, Industrial. Sprache: Deutsch. (Stand: März 2022) |
| Im Sumpf                                | Sonntag 21:00–23:00 Uhr.                                                                          | Feuilleton-Sendung mit Thomas Edlinger, Fritz Ostermayer und Katharina Seidler. Musik, Literatur, Kunst, Gesellschaft. Sprache: Deutsch. (Stand: März 2022) |
| Jahrescharts                            | 31. Dezember, 10:00–19:00 Uhr                                                                     | Die 100 Musiktitel der FM4 Jahrescharts werden gespielt, von Platz 100 bis Platz 1. Sprache: Deutsch/Englisch. (Stand: Dezember 2022) |
| La Boum de Luxe                         | Freitag 22:00–04:00 Uhr                                                                           | Elektronische Tanzmusik, z. B. Techno, House, Drum and Bass. Mehrere meist ein- bis zweistündige DJ-Mixe von Stamm-DJs (z. B. Camo & Krooked, Joyce Muniz, Erdem Tunakan) und Gast-DJs. Interviews mit DJs. Moderiert von Patrick Pulsinger, Heinz Reich und anderen. Sprache: Deutsch/Englisch. (Stand: November 2022) |
| Lieblingslieder                         | Sonntag 16:00–17:00 Uhr                                                                           | Ein oder mehrere Musiker eines Musikacts werden über ihre Lieblingslieder interviewt. Diese und Musikstücke von ihm werden gespielt. Mit Susi Ondrušová oder Lisa Schneider. Sprache: Deutsch (wenn nötig Englisch). (Stand: Juli 2023) |
| Liquid Radio                            | Montag 00:00–01:00 Uhr                                                                            | Entschleunigende Musik (z. B. Ambient). Unmoderiert. (Stand: März 2022) |
| Morgengrauen                            | Dienstag bis Freitag 05:00–06:00 Uhr                                                              | Musik zum Aufstehen. Sprache: Englisch. Erste Ausgabe: 4. Oktober 2022 (Stand: Februar 2024) |
| Morning Show                            | Tägliche Morningshow, 06:00–10:00 Uhr.                                                            | Musik und Beiträge (z. B. über Musik, Filme, Bücher, Videospiele, Politik/Gesellschaft, Umweltschutz). Kabarettbeiträge. Gespräche mit Gästen. Spiele mit Anrufern. Mit einem englischsprachigen Moderator (Stuart Freeman, Julie McCarthy, Hal Rock oder Dave Dempsey) und einem deutschsprachigen Co-Moderator (außer an Wochenenden und Feiertagen). Sprache: Englisch/Deutsch. (Stand: November 2022) |
| Most Wanted                             | an einem Dezemberabend, 5 Stunden lang                                                            | Die 50 besten Clubtracks des Jahres werden gespielt, von Platz 50 bis Platz 1. Sprache: Deutsch. (Stand: Dezember 2023) |
| OKFM4                                   | Montag bis Freitag 17:00–19:00 Uhr (außer in den Ferien und an Feiertagen)                        | Musik und Beiträge (z. B. über Politik/Gesellschaft, Umweltschutz, Musik, Filme, Spiele). Rubrik Klimanews. Zwei Moderatoren (z. B. Christoph Sepin, Pauline Binder, Emily Busvine, Philipp Emberger). Sprache: Deutsch/Englisch. Erste Ausgabe: 3. Oktober 2022 (Stand: November 2022) |
| Pop Shop                                | Dienstag 22:00–24:00 Uhr. (Stand: Jänner 2025)                                                    | Popmusiksendung, abwechselnd mit Susi Ondrušová und FARCE. Sprache: Deutsch. Erste Ausgabe: 7. Jänner 2025. |
| Sleepless                               | Dienstag bis Freitag 01:00–03:00 Uhr, Sonntag 03:00–06:00 Uhr                                     | Musik. Sonntag: Wiederholung der Sendungen Swound Sound und Liquid Radio von letzter Woche. Sprache: Englisch. (Stand: November 2022) |
| Sommer am Ponyhof                       | Sonntag 17:00–19:00 Uhr (im Juni/Juli)                                                            | Fiva und DJ Phekt plaudern beim Grillen mit zwei prominenten Gästen, unterbrochen von Musik, die teilweise von den Gästen ausgesucht wurde oder von ihnen stammt. Am Ende einer Staffel wird der von allen Gästen signierte Griller verlost. Erste Ausgabe: 2020. Sprache: Deutsch. (Stand: Juli 2023) |
| Sommerhits 3000                         | Montag bis Freitag 17:00–19:00 Uhr in den Sommerferien                                            | Musik (teils von verschiedenen Menschen empfohlene Sommerhits). Am Ende der Staffel gibt es auf der Website eine Umfrage mit vorgegebenen Antwortmöglichkeiten über den Sommerhit des Jahres. Sprache: Deutsch/Englisch. (Stand: August 2023) |
| Soundpark                               | Donnerstag 19:00–22:00 Uhr                                                                        | Musik aus Österreich und Beiträge darüber. Z. B. mit Lisa Schneider. Seit 28. November 2019. Sprache: Deutsch. (Stand: Dezember 2024) |
| Soundpark Classics                      | Mittwoch 04:00–05:00 Uhr.                                                                         | Die beste Musik aus Österreich. Unmoderiert. (Stand: Februar 2024) |
| Soundpark Get Up                        | Montag 05:00–06:00 Uhr                                                                            | Musik aus Österreich zum Aufstehen. Unmoderiert. (Stand: Februar 2024) |
| Soundpark Now                           | Mittwoch 03:00–04:00 Uhr.                                                                         | Neue Musik aus Österreich. Unmoderiert. (Stand: Februar 2024) |
| Sounds Like FM4                         | Montag bis Freitag 14:00–17:00 Uhr                                                                | Musik und Beiträge (z. B. über Musik). Veranstaltungstermine. Sprache: Deutsch/Englisch. Erste Ausgabe: 3. Oktober 2022 (Stand: November 2022) |
| Sounds Like Saturday                    | Samstag 13:00–17:00 Uhr (außer im Sommer)                                                         | Musik und Beiträge (z. B. über Musik, Umweltschutz, Bücher, Spiele, Filme, Serien). Veranstaltungstermine. Sprache: Deutsch/Englisch. (Stand: September 2023) |
| Summersounds                            | Montag bis Donnerstag 21:00–22:00 Uhr in den Sommerferien                                         | Ein FM4-Mitarbeiter oder sonstiger ORF-Mitarbeiter (manchmal zwei) stellt seine persönliche Sommer-Musik-Playlist vor. Sprache: Deutsch/Englisch. (Stand: Juli 2023) |
| Sunny Side Up                           | Sonntag 10:00–13:00 Uhr (und an manchen Feiertagen), Donnerstag 04:00–05:00 Uhr                   | Soulige Musik. - Sonntag: Mit Chris Cummins. Sprache: Englisch. - Donnerstag: Unmoderiert. (Stand: Februar 2024) |
| Swound Sound                            | Samstag 22:00–24:00 Uhr.                                                                          | Elektronische Tanzmusik (DJ-Mix) mit MC Sugar B., DJ Makossa (Marcus Wagner-Lapierre) und Gast-DJs. Erste Ausgabe 1992 auf Ö3 als Silly Solid Swound System, wechselte 1995 zu FM4. Auch auf SoundCloud verfügbar. (Stand: März 2022) |
| Tribe Vibes                             | Donnerstag 22:00–24:00 Uhr.                                                                       | Musiksendung mit Trishes, Phekt und manchmal auch Adam Bassrunner. Musik: Hip Hop, Reggae, Dancehall. Sprache: Deutsch. (Stand: Jänner 2022) |
| Unlimited                               | Freitag, 19:00–20:00 Uhr.                                                                         | DJ-Live-Mix-Sendung mit DJ Functionist (Matthias Schönauer), DJ Beware und Gast-DJs. Musik: Underground, Dance, Pop; Klassiker und Neues. Seit 17. September 2005. Sprache: Deutsch/Englisch. (Stand: November 2022) |
| Worldwide Show                          | Samstag, 04:00–06:00 Uhr.                                                                         | Extern, nicht nur für FM4 produzierte Musiksendung mit Gilles Peterson. Musik: Elektronik, Jazz, Soul. Sprache: Englisch. (Stand: Februar 2022) |
| You’re At Home, Baby!                   | Montag bis Samstag 10:00–13:00 Uhr                                                                | Musik und Beiträge (z. B. über Musik, Filme, Serien, Videospiele). Rubrik Webtip (Dave Dempsey empfiehlt etwas aus dem Web). Veranstaltungstermine. Z. B. mit Steve Crilley, Riem Higazi oder Claudia Unterweger. Sprache: Englisch/Deutsch. (Stand: November 2022) |
| Zimmerservice                           | Sonntag 19:00–21:00 Uhr.                                                                          | Musikwunschsendung mit Martin Pieper oder Alica Ouschan. Wünsche kann man per E-Mail, WhatsApp oder Post abgeben. In der Rubrik Der Song zum Sonntag, die auch als Website-Artikel mit Musikvideo verfügbar ist, wird ein neues Lied ausführlich vorgestellt, z. B. von Christoph Sepin, Michaela Pichler oder Lisa Schneider. Sprache: Deutsch. (Stand: Juli 2023) |
| verschiedene Namen                      | in manchen Jahren während des Finales des Eurovision Song Contest                                 | Zwei Moderatoren kommentieren live das Finale des Eurovision Song Contest. - Stermann & Grissemann: 9-mal ab 1995 - Duscher & Gratzer: 2022 - Jan Böhmermann und Olli Schulz: 2023, 2024 Sprache: Deutsch. (Stand: Mai 2024) |

## Ehemalige Sendungen (Auswahl)
| Name der Sendung                                                  | Ausstrahlung | Information zur Sendung |
| ----------------------------------------------------------------- | --- | --- |
| Bonustrack                                                        | Donnerstag 0:00–1:00 | Talkradio-Sendung mit Martin Blumenau und Höreranrufen; löste 1996 die Nasty Girlie Show ab. Sprache: Deutsch. |
| Chez Hermes                                                       | Mittwoch 00:00–01:00 Uhr | Mit Herrn Hermes. Sprache: Deutsch. (Stand: Oktober 2021) Von 1999 bis 2024. |
| Connected                                                         | Montag bis Mittwoch und Freitag 15:00–19:00 Uhr, Donnerstag 15:00–18:00 Uhr, Samstag 13:00–16:00 Uhr (im Sommer nicht samstags) | Musik und Beiträge (z. B. über Musik, Serien, Filme, Bücher, Videospiele, Theater, Politik/Gesellschaft). Mittwochs gab es die Rubrik Mit Akzent. Sprache: Deutsch. (Stand: September 2022) Letzte Ausgabe: 1. Oktober 2022. |
| Der Professor und der Wolf – das 1×1 der österreichischen Politik | Montag 21:00–22:00 Uhr | Armin Wolf befragt Peter Filzmaier über das politische System in Österreich, unterbrochen von Musik. Auch als Podcast und als Video verfügbar und als Fernsehsendung auf ORF 1 ausgestrahlt. Sprache: Deutsch. Erste von zunächst acht Ausgaben: 3. Oktober 2022. In den Jahren 2024/25 gab es weitere Ausgaben. |
| Doppelzimmer                                                      | Unregelmäßige Termine (meist an Feiertagen), 13:00–15:00 Uhr.                                                                   | Elisabeth Scharang interviewt einen Prominenten, unterbrochen von Musik. Sprache: Deutsch. Auch als Podcast verfügbar (Interview Podcast). (Stand: Mai 2022) Wurde 2022 nach 20 Jahren eingestellt. Scharang machte dann die Sendung Field Recordings. |
| High Spirits                                                      | Dienstag 22:00–24:00 Uhr. | Musiksendung mit BTO Spider. Musik: Soul, House, Funk, Reggae, Disco, Electro. Sprache: Deutsch. (Stand: Jänner 2022). Erste Ausgabe: 17. Jänner 1995. Letzte Ausgabe: 17. Dezember 2024. |
| Homebase Parade                                                   | Montag bis Mittwoch 19:00–21:00/22:00 Uhr in den Ferien und an manchen Feiertagen                                               | Musik (teils Hörerwünsche). Sprache: Deutsch. (Stand: April 2023) |
| Jugendzimmer                                                      | Freitag 19:00–20:15 Uhr | Die Sendung Jugendzimmer war ab Gründung des Senders bis 2014 jede Woche (ohne Sommerpause) im Programm. Die Diskussions- und Anrufersendung wurde bis 2008 fast ausschließlich von Elisabeth Scharang moderiert, in den letzten Jahren alternierend mit Claus Pirschner. Das Besondere am Konzept der Sendung war, dass FM4 bei einem Hörer zu Gast war, der nicht nur die Musikauswahl (mit)gestaltete, sondern der Sendung auch ein Diskussionsthema vorgab, zu dem andere Hörer anrufen und mitdiskutieren konnten. Vorübergehend gab es einmal im Monat eine Spezialausgabe mit den Writing Maniacs, einer Gruppe junger Autoren, zum Thema Schreiben und Lesen. Sprache: Deutsch. Mit der Programmumstellung im Herbst 2014 wurde das Jugendzimmer durch FM4 Auf Laut ersetzt.                  |
| Luna Park                                                         | Samstag 21:00–22:00 Uhr | Society- und Gossip-Show mit Luna Luce (Natalie Brunner) und David Pfister. Sprache: Deutsch. |
| Nasty Girlie Show                                                 | Donnerstag 0:00–1:00 | Show mit den zwei „nasty Girlies“ Pixie und Rosie (Riem Higazi); lief von Sendestart 1995 bis 1996. Sprache: Deutsch. |
| Passt Show                                                        | Montag bis Freitag 13:00–14:00 Uhr (außer in den Ferien und an Feiertagen)                                                      | Zwei Moderatoren (z. B. Hannes Duscher, Roland Gratzer, Antonia Stabinger, Stefan Elsbacher). Kabarett (teils musikalisch), Spiele oder Gespräche mit Anrufern, Gespräche mit teils prominenten Gästen, Verkuppeln eines Gastes mit Anrufern, Musik. Sprache: Deutsch. (Stand: November 2022) Erste Ausgabe: 3. Oktober 2022. Letzte Ausgabe: vor den Sommerferien 2023. |
| Projekt X                                                         | Freitag 00:00–01:00 Uhr | Kabarett mit Projekt X. Clemens Haipl und Herbert Knötzl führen ein Gespräch als andere (manchmal prominente) Personen, Tiere oder Dinge. Wenig Musik. Sprache: Deutsch. Auch als Podcast verfügbar. (Stand: September 2023) Bis 2010 auch mit Gerald Votava. Erste Ausgabe: 1995. Letzte Ausgabe: 31. Jänner 2025 (aber als Podcast weitergeführt). |
| Radio Blume                                                       | Mittwoch 0:00–1:00 | Dating-Sendung mit Stermann & Grissemann. Anrufer warben um die Gunst eines weiblichen Studiogasts, der „Göttin“, und wurden von ihr mit „Blech“ oder „Blume“ bewertet. Die Sendung lief ab Sendestart 1995, wurde ca. 1998 von Hermes übernommen und 1999 von Chez Hermes abgelöst. Sprache: Deutsch. |
| Reality Check                                                     | | Reality Check (Claim: The soundtrack of reality) war das wohl bedeutendste Relikt aus der Zeit von Blue Danube Radio. Das zweistündige Nachrichtenmagazin vereinte die wesentlichen Merkmale eines Angebots für das Vienna International Centre (ugs. "UNO-City") in Form von englischsprachigen Nachrichten (News und Newsline), und qualitativ hochwertigem Journalismus. Im Sommer verkürzte sich die Dauer der Sendung im Rahmen des FM4-Sommerschemas um eine Stunde. Samstags wurde ein Reality Check Special in Form eines einstündigen Dossiers gesendet. Moderatoren von Reality Check waren im Regelfall Steve Crilley (vordergründig), Hal Rock und Riem Higazi. Sprache: Englisch. Die Sendung wurde durch die Sendung You’re At Home, Baby! ersetzt, die Reality-Check-Beiträge enthält. |
| Salon Helga                                                       | Freitag 20:15–21:30 Uhr | Mit Stermann & Grissemann. Sprache: Deutsch. Erste Ausgabe 1989 auf Ö3, von 1995 bis 2014 auf FM4. |
| Sessions                                                          | Samstag 16:00–17:00 Uhr (außer im Sommer)                                                                                       | Musiksendung mit Musikstücken, die Musiker für FM4 in einem Studio oder im Radiokulturhaus spielten, Beiträgen über diese Musiker sowie „normalen“ Musikstücken. Sprache: Deutsch/Englisch. (Stand: Oktober 2022) |
| Sound Selection Pride                                             | Donnerstag 03:00–04:00 Uhr im Pride Month Juni                                                                                  | Musik aus der queeren Popwelt. Unmoderiert. (Stand: Juni 2022) |
| Starmanics                                                        | Freitag 21:00–23:00 Uhr während Staffel 6 von Starmania (2022)                                                                  | Die drei FM4-Moderatoren Alica Ouschan, Mimi Gstaltner und Philipp Emberger feiern eine Starmania-Party auf FM4. Sie schauen Starmania durch die „gelbe Brille“ und kommentieren live, was auf der größten Castingshow des Landes gerade passiert, unterbrochen von Musik. Die Nachbesprechung der aktuellen Starmania-Folge ist ebenso wie Interviews rund um Starmania auch als Podcast verfügbar. Sprache: Deutsch. (Stand: Mai 2022) |
| Top FM4                                                           | Freitag, 19:00–21:00 Uhr (nicht im Sommer)                                                                                      | Ab dem 19. September 2014 gab es Top FM4 mit Hannes Duscher und Roland Gratzer (und Antonia Stabinger als Vertretung). Kabarett, Gespräche oder Spiele mit Anrufern, Gespräche mit Gästen, Musik, Vorträge über Geschichte. Sprache: Deutsch. Im Sommer gab es stattdessen die Sendung Homebase Parade. Auf diesem Sendeplatz waren zuvor das FM4 Jugendzimmer und Salon Helga ausgestrahlt worden. (Stand: April 2022) Letzte Ausgabe: 2022 (vor dem Sommer). Nach der Einstellung dieser Sendung machten Duscher und Gratzer die Sendung Passt Show. |
| Übergabetalk XXL                                                  | vor/an Feiertagen oder "spontan", 19:00–21:00 Uhr.                                                                              | Seit Herbst 2020 meist vor/an Feiertagen oder "spontan", 19–21 Uhr. Die aus den ca. fünfminütigen Übergabetalks (wenn am Ende einer Sendung der/die Moderator(in) der nächsten Sendung kurz über die geplanten Inhalte seiner/ihrer Sendung erzählt) zwischen Nina Hochrainer und Christoph Sepin am Ende von Connected entstandene Sendung ist eine spontane Mischung aus auf (nicht zwingend) ein Thema bezogene Comedy, Gästen, Talkelementen, Einspielern und intensiver Zuhörerinteraktion. Die beiden Moderatoren pendeln dabei immer zwischen der Vermutung, keine Hörer anzusprechen und der Überzeugung, die beste Sendung der Welt zu machen, hin und her. Sprache: Hauptsächlich Deutsch, öfters öst. Mundarten. (Stand: September 2021)                                                   |
| Unter Palmen                                                      | Montag bis Freitag 13:00–14:00 Uhr in den Sommerferien                                                                          | Zwei meist wöchentlich wechselnde Moderatoren (z. B. Roland Gratzer, Hannes Duscher, Antonia Stabinger) plaudern mit Anrufern über ein vorgegebenes Thema. Musik. Sprache: Deutsch. (Stand: Juli 2022) |
| Unter Palmkätzchen                                                | Montag bis Freitag 14:00–15:00 Uhr in den Osterferien                                                                           | Zwei Moderatoren (z. B. Nina Hochrainer) plaudern mit Anrufern über ein vorgegebenes Thema. Musik. Sprache: Deutsch. (Stand: April 2023) |
| Unter Tannen                                                      | Montag bis Freitag 14:00–15:00 Uhr in den Weihnachtsferien                                                                      | Zwei Moderatoren plaudern mit Anrufern über ein vorgegebenes Thema (z. B. Weihnachten, das alte Jahr, das neue Jahr). Musik. Sprache: Deutsch. (Stand: Jänner 2023) |